# Monastère des Vlatades
Le monastère des Vlatades ou Moni Vlatadôn (en grec moderne : Μονή Βλατάδων) est un monastère orthodoxe patriarcal et stavropégique situé à Thessalonique en Grèce, c'est-à-dire qu'il dépend directement du patriarche œcuménique de Constantinople. Il abrite le centre patriarcal des Études patristiques, fondé en 1968. Il est inscrit depuis 1988 sur la liste du patrimoine mondial de l'UNESCO au sein du bien intitulé « Monuments paléochrétiens et byzantins de Thessalonique ».

## Histoire
Le monastère était originellement dédié au Christ Pantokrator — il l'est maintenant à la Transfiguration : c'est une fondation d'un élève de Grégoire Palamas, Dorotheos Vlatis, métropolite de Thessalonique entre 1351 et 1371.
Bien qu'un firman du sultan Mehmet II lui ait assuré des privilèges en 1446, il semble que le monastère ait été brièvement occupé par les Turcs : en témoigne le martèlement des fresques du catholicon, visant à assurer une meilleure prise à l'enduit de plâtre dont elles durent être recouvertes au moment de la conversion du monument au culte musulman.
Une légende sur le destin du monastère à l'époque ottomane atteste également de sa brève conversion en mosquée : un turc du nom de Çavuş aurait détruit le monastère, et serait tombé malade par la suite. Un rêve lui aurait assuré le retour à la santé s'il restaurait le monastère, ce qu'il aurait fait. Par la suite, le monastère prit le nom de Çavuş Manastır, sous lequel on le trouve encore parfois désigné. D'autres explications ont été avancées pour rendre compte de cette appellation. Au XVIe siècle, une chronique constantinopolitaine expliquait ainsi la protection dont jouissait le monastère de la part des Turcs, qui y auraient placé une garnison sous le commandement d'un sergent (Çavuş), par l'aide que les moines leur auraient apportée dans la prise de la ville : ils leur auraient suggéré de couper l'adduction d'eau de la ville. Le monastère était en effet situé à l'extrémité de l'aqueduc approvisionnant la ville, qu'il contrôlait, et des citernes y sont encore préservées. Une autre hypothèse liait le monastère à Çavuş Bey, gouverneur de Thessalonique en 1431.
Quelle que soit l'origine de ces privilèges, il est clair que le monastère était prospère à l'époque ottomane, comme en témoigne le nombre de ses métochies dans la ville et à ses alentours.
Le catholicon présente une rare variation du plan en croix inscrite, où la coupole n'est pas soutenue par des colonnes mais par les parois du sanctuaire et deux piliers sur le côté ouest. Cette particularité serait due à l'existence d'une église antérieure au moment de la fondation monastique, dont les fondations furent réutilisées.
Le décor peint est préservé partiellement dans la nef ainsi que sur la paroi est du portique ouest. Le programme iconographique comprend une représentation du Christ Pantokrator avec les puissances angéliques et les prophètes, sur la coupole. L'intrados des arcs est couvert de scènes du Dodekaorton tandis que les fresques des murs représentent des saints — essentiellement des moines et des ermites. Le déambulatoire possède des fresques de saints militaires au registre inférieur, de miracles du Christ au registre supérieur.
Ce décor est daté des années 1360-1380 grâce notamment à la représentation, dans un passage entre la nef et le narthex, de Grégoire Palamas, dont la mort en 1359 fournit un terminus post quem sûr à la datation. La présence d'une seconde fresque de ce saint, dans la chapelle sud, confirme les liens étroits entre cette fondation monastique et le mouvement hésychaste.